# Гелашвили, Георгий Какоевич
Гео́ргий Како́евич Гелашви́ли (род. 30 августа 1983, Челябинск) — российский хоккеист, вратарь. Лучший вратарь КХЛ по итогам сезона 2008/09.

## Семья
Родители: Како Георгиевич и Галина Владимировна. Отец по национальности грузин, родом из Марнеули, Грузия; работал на строительстве БАМа, после армии переехал в Челябинск. Мать по национальности русская. Есть 2 сестры и брат.

## Карьера

### Клубная
Воспитанник и бывший игрок челябинского «Трактора» (1999—2000 — 2 команда, 2000—2002 и 2006—2008). Однако долгое время не мог пробиться в основной состав команды и уехал в «Казахмыс» к челябинскому тренеру Анатолию Картаеву. Стал там основным голкипером команды. Руководители федерации хоккея Казахстана предлагали Гелашвили принять гражданство этой страны и выступать за сборную, но он отказался. В 2006 году после выхода «Трактора» в Суперлигу Георгию предложили вернуться в Челябинск, однако «Казахмыс» не хотел расставаться с голкипером, что привело к судебному разбирательству, которое завершилось в пользу «Трактора».
С 2000 по 2006 и в 2008 выступал в Высшей лиге. В сезонах 2006/2007 и 2007/2008 выступал за «Трактор» в Суперлиге. Покинул команду из-за конфликта с главным тренером Андреем Назаровым. Заканчивал сезон в челябинском «Мечеле» (2008).
С 2008 по 2010 год являлся игроком команды «Локомотив» Ярославль в КХЛ. Игровой номер — 20. В первой игре сезона 2008/2009 на «Кубок Открытия» ворота защищал Сергей Звягин, однако из-за грубых ошибок в следующей игре вышел Георгий. Он дебютировал в составе «Локомотива» в КХЛ в матче против своей родной команды «Трактор» и одержал победу, после чего стал основным голкипером команды. По итогам сезона 2008/2009 признан лучшим голкипером КХЛ, а также стал обладателем приза «Золотой шлем».
В 2010 году перешёл в клуб магнитогорский «Металлург».

### Международная
В 2009 году сыграл за сборную России две встречи на двух этапах Еврохоккейтура.

## Достижения
- Обладатель Кубка Казахстана: 2005
- Чемпион Казахстанам 2006
- Лучший вратарь чемпионата Казахстана: 2005/06
- Лучший вратарь КХЛ: 2008/09
- Лучший вратарь ноября в КХЛ: 2009/10
- Финалист Кубка Гагарина: 2009
- Победитель Кубка Карьяла: 2009
- Участник Матча звёзд КХЛ: 2010
- Лучший вратарь недели (15 ноября) в КХЛ: 2015/16